# Boromullita
La boromullita és un mineral de la classe dels silicats. Rep el seu nom per la seva relació amb la mullita i el seu contingut de bor.

## Característiques
La boromullita és un silicat de fórmula química Al9BSi₂O19. Va ser aprovada com a espècie vàlida per l'Associació Mineralògica Internacional l'any 2007. Cristal·litza en el sistema ortoròmbic.
Segons la classificació de Nickel-Strunz, la boromullita pertany a «9.AF - Nesosilicats amb anions addicionals; cations en [4], [5] i/o només coordinació [6]» juntament amb els següents minerals: sil·limanita, andalucita, kanonaïta, cianita, mullita, krieselita, yoderita, magnesiostaurolita, estaurolita, zincostaurolita, topazi, norbergita, al·leghanyita, condrodita, reinhardbraunsita, kumtyubeïta, hidroxilcondrodita, humita, manganhumita, clinohumita, sonolita, hidroxilclinohumita, leucofenicita, ribbeïta, jerrygibbsita, franciscanita, örebroïta, welinita, el·lenbergerita, sismondita, magnesiocloritoide, ottrelita, poldervaartita i olmiïta.

## Formació i jaciments
Va ser descoberta al Mont Stafford, a la regió de Central Desert, al Territori del Nord, Austràlia. Es tracta de l'únic indret a on ha estat descrita aquesta espècie mineral.